# Maison située 25 rue Ustanička à Svilajnac
La maison située 25 rue Ustanička à Svilajnac (en serbe cyrillique : Кућа у Ул. Устаничкој 25 у Свилајнцу ; en serbe latin : Kuća u Ul. Ustaničkoj 25 u Svilajncu) se trouve à Svilajnac, dans le district de Pomoravlje, en Serbie. Elle est inscrite sur la liste des monuments culturels protégés de la République de Serbie (identifiant no SK 1681),,.

## Présentation
La maison a été construite de 1925 à 1927 pour le libraire Žarko Todorović-Maričić.
Elle dispose d'un sous-sol qui s'étend sous la totalité du bâtiment. Elle est construite en pierres, en briques, en béton armé et en acier. Les façades sont richement pourvues d'une décoration plastique de style néo-classique, caractéristique des maisons de ville ; le toit en pente douce en recouvert de tuiles et de plaques en cuivre. La cour est entourée par une clôture monumentale dotée de deux portes, l'une pour les véhicules, l'autre pour les piétons.
La maison a été la première de Svilajnac équipée en électricité, en eau et en chauffage. L'intérieur est richement décoré de marbre, de céramique, de bois et verre peint. Les murs et les plafonds sont ornés de peintures et d'éléments en gypse. Le rez-de-chaussée se compose de deux salons, d'une cuisine, d'une salle à manger, d'une salle de bain et d'une chambre ; au sous-sol se trouvent notamment la chaufferie et une cuisine.